# 突泉河
突泉河，又称小额木特河，位于中华人民共和国内蒙古自治区东北部，是额木特河左岸支流，发源于突泉县六户镇太和村（原太和乡）以北的山区，大致与右侧的额木尔河平行，皆自西北向东南流，经县城突泉镇北郊，于科尔沁右翼中旗新佳木苏木赛音温都热嘎查双眼泡子东汇入额木特河。河流全长60千米，流域面积452.85平方千米，河道平均比降3.64‰。